# 中国黄河文化经济发展研究会
中国黄河文化经济发展研究会(简称“黄研会”)，1994年3月在北京成立；是一个全国非营利性的社会团体。旨在促进黄河流域文化和经济的发展，为繁荣黄河文化，加强黄河流域的生态环境建设，推动黄河流域与东南沿海经济较发达地区和台、港、澳地区及国外的交流与合作。现任会长，原  焘。

## 成立背景
这个组织首先是由彭真、薄一波、习仲勋等一批曾在黄河流域战斗和工作过的领以及和沿黄河各省、自治区的政府领导倡导下成立的，涵盖文化和经济两大领域的社团组织。黄河文化经济发展研究会除本会在北京登记注册外，在河南、河北、内蒙、山西、陕西、甘肃、青海等沿黄两岸的省、自治区及其所辖的一些省会城市和地区级城市都相继成立了地方性的黄河文化经济发展研究会。

## 历任负责人

### 第一届理事会
（1994年 － 2004年）
- 会长：柴泽民
- 名誉会长：彭真 薄一波 习仲勋 姬鹏飞 赵朴初 钱正英 马文瑞 杨振宁 李政道

### 第二届理事会
（2004年 － 2010年）
- 会长：齐怀远
- 名誉会长：李铁映 成思危 蒋正华 周铁农 布赫
- 总顾问：经叔平

### 第三届理事会
（2010年 － 至今）
- 会长：原  焘
- 名誉会长：曾培炎 王汉斌 周铁农 李金华 成思危 伍绍祖
- 总顾问：项怀诚